# 齊旺多爾濟
齊旺多爾濟（?—?），喀尔喀蒙古赛音诺颜部人，博尔济吉特氏。清朝蒙古王公。亲王德沁札布次子。
齊旺多爾濟初授一等台吉。乾隆十八年（1753年），献驼马助军。扈从乾隆帝木兰行围，赐孔雀翎。乾隆二十年（1755年），随军征准噶尔部达瓦齐，平定伊犁，赐黄马褂。乾隆二十二年（1757年），赐贝子品级。乾隆二十四年（1759），分其父所属再设一旗，授予他札萨克（赛音诺颜左翼中旗）。乾隆二十五年（1760年），再次扈从乾隆帝木兰行围，赐双眼孔雀翎。乾隆三十八年（1773年）因为犯罪，削去贝子品级和札萨克。